# Antoine Thomson d'Abbadie
Antoine d'Abbadie d'Arrast (Dublin, 3 de janeiro de 1810 — Paris, 19 de março de 1897) foi um explorador francês nascido na Irlanda.
Foi um conhecido viajante, visitou o Brasil e o Egipto e fez explorações na Etiópia e em outras partes do mundo, de 1847 a 1858, juntamente com Arnaud-Michel d'Abbadie, seu irmão. Eleito membro da Academia Francesa em 1867. A sua obra principal é Geodesia da Alta Etiópia, na qual relata os resultados da investigação sobre a geografia, geologia, arqueologia e história natural da Etiópia que levou a cabo com o seu irmão.